# Pontella andersoni
Pontella andersoni is een eenoogkreeftjessoort uit de familie van de Pontellidae. De wetenschappelijke naam van de soort is voor het eerst geldig gepubliceerd in 1912 door Sewell.